# Ben Gazzara
Biagio Anthony Gazzarra, mai cunoscut ca Ben Gazzara, (n. 28 august 1930, New York City, New York, SUA – d. 3 februarie 2012, New York City, New York, SUA) a fost un actor de film, teatru și de televiziune și regizor american de origine italiană.  Cele mai cunoscute filme ale sale sunt Anatomia unei crime (1959), Ultimul pod pe Rin (1969), Corabia condamnaților (Voyage of the Damned, 1976), Inchon (1981), Clubul de noapte (Road House, 1989), Marele Lebowski (The Big Lebowski, 1998), Buffalo '66 (1998), Fericire (Happiness, 1998), Aventură în doi (The Thomas Crown Affair, 1999), Vara lui Sam (Summer of Sam, 1999), Dogville (2003) sau Orașul iubirii (Paris, je t'aime, 2006). A colaborat adesea cu John Cassavetes, la Soții (Husbands, 1970), Asasinarea unui agent de pariuri (The Killing of a Chinese Bookie, 1976) sau În seara premierei (Opening Night, 1977).
Ca vedetă a seriei de televiziune Run for Your Life (1965–1968), Gazzara a fost nominalizat la trei premii Globul de Aur și două premii Emmy. Singurul său premiu Emmy în televiziune i s-a acordat în 2003 pentru filmul TV Tensiune orbitoare (Hysterical Blindness, 2002).

## Filmografie
- 1957 The Strange One - Jocko De Paris
- 1959 Anatomia unei crime (Anatomy of a Murder), regia Otto Preminger - Lt. Frederick Manion
- 1960 The Passionate Thief - Lello
- 1961 The Young Doctors - Dr. David Coleman
- 1962 Convicts 4 - John Resko
- 1962 The Captive City - Capt. George Stubbs
- 1964 A Carol for Another Christmas - Fred
- 1965 A Rage to Live  - Roger Bannon
- 1965–1968 Run for Your Life (serial TV) - Paul Bryan
- 1969 Dacă e marți, e Belgia (If It's Tuesday, This Must Be Belgium), regia Mel Stuart - jucătorul de cărți
- 1969 Ultimul pod pe Rin (The Bridge at Remagen), regia John Guillermin - Sgt. Angelo
- 1970 King: A Filmed Record... Montgomery to Memphis  - el însuși
- 1970 Husbands  - Harry
- 1972 Fireball Forward  - Maj. Gen. Joe Barrett
- 1972 Pursuit  - Steven Graves
- 1972 The Sicilian Connection  - Giuseppe 'Joe' Coppola
- 1973 The Neptune Factor  - Cmdr. Adrian Blake
- 1974 QB VII  - Abe Cady
- 1975 Capone  - Al Capone
- 1976 The Killing of a Chinese Bookie  - Cosmo Vittelli
- 1976 High Velocity  - Clifford Baumgartner
- 1976 Voyage of the Damned  - Morris Troper
- 1977 The Death of Richie  - George Werner
- 1977 Opening Night - Manny Victor
- 1979 Saint Jack  - Jack Flowers
- 1979 Bloodline  - Rhys Williams
- 1981 Inchon, regia Terence Young - Maj. Frank Hallsworth
- 1981 They All Laughed  - John Russo
- 1981 Tales of Ordinary Madness  - Charles Serking
- 1982 The Girl from Trieste  - Dino Romani
- 1984 A Proper Scandal  - The man with no memory
- 1985 My Dearest Son  - Avv. Antonio Morelli
- 1985 An Early Frost  - Nick Pierson
- 1985 La donna delle meraviglie  - Alberto
- 1986 Profesorul (Il Professore), regia Giuseppe Tornatore
- 1986 Champagne amer  - Paul Rivière
- 1987 Control  - Mike Zella
- 1988 Quicker Than the Eye  - Ben Norrell
- 1988 Don Bosco  - Don Bosco
- 1989 Road House  - Brad Wesley
- 1990 Oltre l'oceano
- 1991 Lies Before Kisses  - Grant Sanders
- 1991 Forever  - Marcello Rondi
- 1994 Parallel Lives  - Charlie Duke
- 1994 Sherwood's Travels  - Raphael de Pietro
- 1994 Les hirondelles ne meurent pas à Jérusalem  - Moshe
- 1994 Nefertiti, figlia del sole () - Amanophis III
- 1994 Paleoworld  - Narrator
- 1995 The Zone  - Dick Althorp
- 1995 Banditi  - Amos
- 1996 Ladykiller  - Lt. Jack 'Jigsaw' Lasky
- 1997 Farmer & Chase  - Farmer
- 1997 Shadow Conspiracy  - Vice President Saxon
- 1997 Stag  - Frank Grieco
- 1997 The Spanish Prisoner  - Mr. Klein
- 1997 Vicious Circles  - March
- 1998 Too Tired to Die  - John Sage
- 1998 Buffalo '66  - Jimmy Brown
- 1998 Marele Lebowski (The Big Lebowski), regia Joel și Ethan Coen - Jackie Treehorn
- 1998 Happiness - Lenny Jordan
- 1998 Illuminata  - Old Flavio
- 1999 Summer of Sam  - Luigi
- 1999 Aventură în doi (The Thomas Crown Affair), regia John McTiernan - Andrew Wallace
- 1999 Shark in a Bottle  - The Arranger
- 1999 Jack of Hearts  - Bartossa
- 1999 Paradise Cove  - The Narrator
- 2000 Blue Moon  - Frank Cavallo
- 2000 Believe  - Ellicott Winslowe
- 2000 Very Mean Men  - Gino Minetti
- 2000 Undertaker's Paradise  - Jim
- 2000 The List  - D.A. Bernard Salman
- 2000 Nella terra di nessuno  - L'avvocato Scalzi
- 2001 Law & Order: Special Victims Unit, episode "Wrath"  - Executive Assistant Attorney
- 2001 Home Sweet Hoboken
- 2001 Brian's Song  - Coach Halas
- 2002 Hysterical Blindness  - Nick
- 2003 L'ospite segreto  - Solomos
- 2003 Dogville, regia Lars von Trier - Jack McKay
- 2005 Bonjour Michel  - Michele Terranova
- 2005 Schubert  - Don José
- 2005 Pope John Paul II  - Cardinal Agostino Casaroli
- 2005 The Shore  - Mr. Bob Harris
- 2006 Orașul iubirii (Paris, je t'aime), regia Frédéric Auburtin (segment "Quartier Latin") - Ben
- 2006 L'onore e il rispetto  - Fred Di Venanzio
- 2006 Pe Donul liniștit (Тихий Дон), regia Fedor Bondarciuk și Serghei Bondarciuk - Gen. Secretov
- 2008 Looking for Palladin - Jack Palladin
- 2008 Eve  - Joe
- 2008 Empire State Building Murders  - Paulie Genovese
- 2009 Holy Money  - Vatican's Banker
- 2010 13  - Schlondorff
- 2010 Christopher Roth  - Paul Andersen
- 2011 Chez Gino  - Oncle Giovanni
- 2011 Ristabbànna (rol final în film)